# 다이메틸알릴 피로인산
다이메틸알릴 피로인산(영어: dimethylallyl pyrophosphate, DMAPP) 또는 다이메틸알릴 이인산(영어: dimethylallyl diphosphate, DMADP) 또는 아이소프레닐 피로인산(영어: isoprenyl pyrophosphate)은 아이소프레노이드의 전구체이다. 다이메틸알릴 피로인산은 아이소프레노이드 전구체 생합성을 위한 메발론산 경로 및 비메발론산 경로의 대사 중간생성물이다. 다이메틸알릴 피로인산은 아이소펜테닐 피로인산(IPP)의 이성질체이며, 거의 모든 생명체에 존재한다. 아이소펜테닐 피로인산 이성질화효소는 다이메틸알릴 피로인산(DMAPP)과 아이소펜테닐 피로인산(IPP) 사이의 이성질화를 촉매한다.
메발론산 경로에서 다이메틸알릴 피로인산은 메발론산으로부터 합성된다. 대조적으로 비메발론산 경로에서 다이메틸알릴 피로인산은 (E)-4-하이드록시-3-메틸뷰트-2-엔일 피로인산(HMB-PP)으로부터 합성된다.
식물에서와 같이 테르펜과 테르페노이드를 생성하기 위해 메발론산 경로와 비메발론산 경로를 둘 다 사용하는 생물에서 두 경로 사이에 교차지점이 있으며, 다이메틸알릴 피로인산(DMAPP)이 이러한 교차 산물이라고 여겨진다.
|  |

|  |

## 같이 보기
- 메발론산 경로
- 아이소펜테닐 피로인산 (IPP)